# Vienna Open
Vienna Open, Відкритий чемпіонат Відня з тенісу — міжнародний чоловічий професійний тенісний турнір. Проводиться щорічно на закритих кортах з твердим покриттям, початково турнір Grand Prix tennis circuit (1974–1989), з 2015 року є частиною серії Туру ATP 500. Турнір відбувається у Wiener Stadthalle (Відень) з 1974 року.
Інші назви турніру: Stadthalle Open, Fischer-Grand Prix з 1976 до 1985, CA-TennisTrophy з 1986 до 2003, BA-CA-TennisTrophy з 2004 до 2007 і Bank Austria TennisTrophy з 2008 до 2010. Починаючи з 2011 року відбувається під назвою Erste Bank Open.

## Фінали

### Одиночний розряд
| Рік                    | Чемпіон                | Фіналіст               | Рахунок                           |
| ---------------------- | ---------------------- | ---------------------- | --------------------------------- |
| ↓ Grand Prix circuit ↓ |                        |                        |                                   |
| 1974                   | Вітас Ґерулайтіс       | Ендрю Паттісон         | 6–4, 3–6, 6–3, 6–2                |
| 1975                   | Не проводився          | Не проводився          | Не проводився                     |
| 1976                   | Войцех Фібак           | Рауль Рамірес          | 6–7, 6–3, 6–4, 2–6, 6–1           |
| 1977                   | Браян Готтфрід         | Войцех Фібак           | 6–1, 6–1                          |
| 1978                   | Стен Сміт              | Балаж Тароці           | 4–6, 7–6, 7–6, 6–3                |
| 1979                   | Стен Сміт (2)          | Войцех Фібак           | 6–4, 6–0, 6–2                     |
| 1980                   | Браян Готтфрід (2)     | Трей Волткі            | 6–2, 6–4, 6–3                     |
| 1981                   | Іван Лендл             | Браян Готтфрід         | 1–6, 6–0, 6–1, 6–2                |
| 1982                   | Браян Готтфрід (3)     | Білл Скенлон           | 6–1, 6–4, 6–0                     |
| 1983                   | Браян Готтфрід (4)     | Мел Перселл            | 6–2, 6–3, 7–5                     |
| 1984                   | Тім Вілкінсон          | Павел Сложил           | 6–1, 6–1, 6–2                     |
| 1985                   | Ян Гуннарссон          | Лібор Пімек            | 6–7, 6–2, 6–4, 1–6, 7–5           |
| 1986                   | Бред Гілберт           | Карел Новачек          | 3–6, 6–3, 7–5, 6–0                |
| 1987                   | Юнас Свенссон          | Амос Мансдорф          | 1–6, 1–6, 6–2, 6–3, 7–5           |
| 1988                   | Горст Скофф            | Томас Мустер           | 4–6, 6–3, 6–4, 6–2                |
| 1989                   | Пол Еннекон            | Келле Евернден         | 6–7, 6–4, 6–1, 2–6, 6–3           |
| ↓ Тур ATP 250 ↓        |                        |                        |                                   |
| 1990                   | Андерс Яррід           | Горст Скофф            | 6–3, 6–3, 6–1                     |
| 1991                   | Міхаель Штіх           | Ян Сімерінк            | 6–4, 6–4, 6–4                     |
| 1992                   | Петр Корда             | Джанлука Поцці         | 6–3, 6–2, 5–7, 6–1                |
| 1993                   | Горан Іванишевич       | Томас Мустер           | 4–6, 6–4, 6–4, 7–6(7–3)           |
| 1994                   | Андре Агассі           | Міхаель Штіх           | 7–6(7–4), 4–6, 6–2, 6–3           |
| 1995                   | Філіп Девулф           | Томас Мустер           | 7–5, 6–2, 1–6, 7–5                |
| ↓ Тур ATP 500 ↓        |                        |                        |                                   |
| 1996                   | Борис Бекер            | Ян Сімерінк            | 6–4, 6–7(7–9), 6–2, 6–3           |
| 1997                   | Горан Іванишевич (2)   | Грег Руседскі          | 3–6, 6–7(4–7), 7–6(9–7), 6–2, 6–3 |
| 1998                   | Піт Сампрас            | Кароль Кучера          | 6–3, 7–6(7–3), 6–1                |
| 1999                   | Грег Руседскі          | Ніколас Кіфер          | 6–7(5–7), 2–6, 6–3, 7–5, 6–4      |
| 2000                   | Тім Генман             | Томмі Гаас             | 6–4, 6–4, 6–4                     |
| 2001                   | Томмі Гаас             | Гільєрмо Каньяс        | 6–2, 7–6(8–6), 6–4                |
| 2002                   | Роджер Федерер         | Їржі Новак             | 6–4, 6–1, 3–6, 6–4                |
| 2003                   | Роджер Федерер (2)     | Карлос Моя             | 6–3, 6–3, 6–3                     |
| 2004                   | Фелісіано Лопес        | Гільєрмо Каньяс        | 6–4, 1–6, 7–5, 3–6, 7–5           |
| 2005                   | Іван Любичич           | Хуан Карлос Ферреро    | 6–2, 6–4, 7–6(7–5)                |
| 2006                   | Іван Любичич (2)       | Фернандо Гонсалес      | 6–3, 6–4, 7–5                     |
| 2007                   | Новак Джокович         | Стен Вавринка          | 6–4, 6–0                          |
| 2008                   | Філіпп Пецшнер         | Гаель Монфіс           | 6–4, 6–4                          |
| ↓ Тур ATP 250 ↓        |                        |                        |                                   |
| 2009                   | Юрген Мельцер          | Марин Чилич            | 6–4, 6–3                          |
| 2010                   | Юрген Мельцер (2)      | Андреас Гайдер-Маурер  | 6–7(10–12), 7–6(7–4), 6–4         |
| 2011                   | Жо-Вілфрід Тсонга      | Хуан Мартін дель Потро | 6–7(5–7), 6–3, 6–4                |
| 2012                   | Хуан Мартін дель Потро | Грега Жемля            | 7–5, 6–3                          |
| 2013                   | Томмі Гаас (2)         | Робін Гаасе            | 6–3, 4–6, 6–4                     |
| 2014                   | Енді Маррей            | Давид Феррер           | 5–7, 6–2, 7–5                     |
| ↓ Тур ATP 500 ↓        |                        |                        |                                   |
| 2015                   | Давид Феррер           | Стів Джонсон           | 4–6, 6–4, 7–5                     |
| 2016                   | Енді Маррей (2)        | Жо-Вілфрід Тсонга      | 6–3, 7–6(8–6)                     |
| 2017                   | Люка Пуй               | Жо-Вілфрід Тсонга      | 6–1, 6–4                          |
| 2018                   | Кевін Андерсон         | Нісікорі Кей           | 6–3, 7–6(7–3)                     |
| 2019                   | Домінік Тім            | Дієго Шварцман         | 3–6, 6–4, 6–3                     |
| 2020                   | Андрій Рубльов         | Лоренцо Сонего         | 6–4, 6–4                          |
| 2021                   | Александр Зверєв       | Френсіс Тіафо          | 7–5, 6–4                          |
| 2022                   | Данило Медведєв        | Денис Шаповалов        | 4–6, 6–3, 6–2                     |
| 2023                   | Яннік Сіннер           | Данило Медведєв        | 7–6(9–7), 4–6, 6–3                |
| 2024                   | Джек Дрейпер           | Карен Хачанов          | 6–4, 7–5                          |

### Парний розряд
| Рік                    | Чемпіони                                | Фіналісти                             | Рахунок                    |               |
| ---------------------- | --------------------------------------- | ------------------------------------- | -------------------------- | ------------- |
| ↓ Grand Prix circuit ↓ |                                         |                                       |                            |               |
| 1974                   | Ендрю Паттісон Реймонд Мур              | Боб Г'юїтт Фрю Макміллан              | 6–4, 5–7, 6–4              |               |
| 1975                   | Не проводився                           | Не проводився                         | Не проводився              | Не проводився |
| 1976                   | Боб Г'юїтт Фрю Макміллан                | Браян Готтфрід Рауль Рамірес          | 6–4, 4–0 ret.              |               |
| 1977                   | Боб Г'юїтт (2) Фрю Макміллан (2)        | Войцех Фібак Ян Кодеш                 | 6–4, 6–3                   |               |
| 1978                   | Віктор Печчі Балаж Тароці               | Боб Г'юїтт Фрю Макміллан              | 6–3, 6–7, 6–4              |               |
| 1979                   | Боб Г'юїтт (3) Фрю Макміллан (3)        | Браян Готтфрід Рауль Рамірес          | 6–4, 3–6, 6–1              |               |
| 1980                   | Стен Сміт Боб Лутц                      | Гайнц Ґюнтгардт Павел Сложил          | 6–1, 6–2                   |               |
| 1981                   | Стів Дентон Тім Вілкінсон               | Семмі Джаммалва Фред Макнеер          | 4–6, 6–3, 6–4              |               |
| 1982                   | Анрі Леконт Павел Сложил                | Марк Діксон Террі Мур                 | 6–1, 7–6                   |               |
| 1983                   | Стен Сміт (2) Мел Перселл               | Маркос Хосевар Кассіу Мотта           | 6–3, 6–4                   |               |
| 1984                   | Войцех Фібак Сенді Меєр                 | Гайнц Ґюнтгардт Балаж Тароці          | 6–4, 6–4                   |               |
| 1985                   | Майк Де Палмер Гері Доннеллі            | Серхіо Касаль Еміліо Санчес Вікаріо   | 6–4, 6–3                   |               |
| 1986                   | Рікардо Асіолі Войцех Фібак (2)         | Бред Гілберт Слободан Живоїнович      | walkover                   |               |
| 1987                   | Мел Перселл (2) Тім Вілкінсон (2)       | Еміліо Санчес Вікаріо Хав'єр Санчес   | 6–3, 7–5                   |               |
| 1988                   | Алекс Антоніч Балаж Тароці (2)          | Кевін Каррен Томаш Шмід               | 4–6, 6–3, 7–6              |               |
| 1989                   | Ян Гуннарссон Андерс Яррід              | Пол Еннекон Келле Евернден            | 6–2, 6–3                   |               |
| ↓ Тур ATP 250 ↓        |                                         |                                       |                            |               |
| 1990                   | Удо Ріглевскі Міхаель Штіх              | Хорхе Лосано Тодд Вітскен             | 6–4, 6–4                   |               |
| 1991                   | Гері Мюллер Андерс Яррід (2)            | Якоб Гласек Патрік Макінрой           | 6–4, 7–5                   |               |
| 1992                   | Ронні Ботман Андерс Яррід (3)           | Кент Кіннієр Удо Ріглевскі            | 6–3, 7–5                   |               |
| 1993                   | Байрон Блек Джонатан Старк              | Майк Бауер Давід Пріносіл             | 6–3, 7–6                   |               |
| 1994                   | Майк Бауер Давід Рікл                   | Алекс Антоніч Грег Руседскі           | 7–6, 6–4                   |               |
| 1995                   | Елліс Феррейра Ян Сімерінк              | Тодд Вудбрідж Марк Вудфорд            | 6–4, 7–5                   |               |
| ↓ Тур ATP 500 ↓        |                                         |                                       |                            |               |
| 1996                   | Євген Кафельников Даніель Вацек         | Павел Візнер Менно Остінг             | 6–4, 7–5                   |               |
| 1997                   | Елліс Феррейра (2) Патрік Гелбрайт      | Марк-Кевін Гелльнер Давід Пріносіл    | 6–3, 6–4                   |               |
| 1998                   | Євген Кафельников (2) Даніель Вацек (2) | Девід Адамс Джон-Лаффньє де Ягер      | 7–5, 6–3                   |               |
| 1999                   | Давід Пріносіл Сендон Столл             | Піт Норвал Кевін Ульєтт               | 6–3, 6–4                   |               |
| 2000                   | Євген Кафельников (3) Ненад Зімоньїч    | Їржі Новак Давід Рікл                 | 6–4, 6–4                   |               |
| 2001                   | Мартін Дамм Радек Штепанек              | Їржі Новак Давід Рікл                 | 6–3, 6–2                   |               |
| 2002                   | Джошуа Ігл Сендон Столл (2)             | Їржі Новак Радек Штепанек             | 6–4, 6–3                   |               |
| 2003                   | Їв Аллегро Роджер Федерер               | Магеш Бгупаті Максим Мирний           | 7–6(9–7), 7–5              |               |
| 2004                   | Мартін Дамм (2) Цирил Сук               | Гастон Етліс Мартін Родрігес          | 6–7(4–7), 6–4, 7–6(7–4)    |               |
| 2005                   | Марк Ноулз Деніел Нестор                | Джонатан Ерліх Енді Рам               | 5–3, 5–4(7–2)              |               |
| 2006                   | Петр Пала Павел Візнер                  | Юліан Ноул Юрген Мельцер              | 6–4, 3–6, [12–10]          |               |
| 2007                   | Маріуш Фирстенберг Марцин Матковський   | Томас Беренд Крістофер Кас            | 6–4, 6–2                   |               |
| 2008                   | Максим Мирний Енді Рам                  | Філіпп Пецшнер Александер Пея         | 6–1, 7–5                   |               |
| ↓ Тур ATP 250 ↓        |                                         |                                       |                            |               |
| 2009                   | Лукаш Кубот Олівер Марах                | Юліан Ноул Юрген Мельцер              | 2–6, 6–4, [11–9]           |               |
| 2010                   | Деніел Нестор (2) Ненад Зімоньїч (2)    | Маріуш Фирстенберг Марцин Матковський | 7–5, 3–6, [10–5]           |               |
| 2011                   | Боб Браян Майк Браян                    | Максим Мирний Деніел Нестор           | 7–6(12–10), 6–3            |               |
| 2012                   | Андре Бегеманн Мартін Еммріх            | Юліан Ноул Філіп Полашек              | 6–4, 3–6, [10–4]           |               |
| 2013                   | Флорін Мерджа Лукаш Росол               | Юліан Ноул Деніел Нестор              | 7–5, 6–4                   |               |
| 2014                   | Юрген Мельцер Філіпп Пецшнер            | Андре Бегеманн Юліан Ноул             | 7–6(8–6), 4–6, [10–7]      |               |
| ↓ Тур ATP 500 ↓        |                                         |                                       |                            |               |
| 2015                   | Лукаш Кубот (2) Марсело Мело            | Джеймі Маррей Джон Пірс               | 4–6, 7–6(7–3), [10–6]      |               |
| 2016                   | Лукаш Кубот (3) Марсело Мело (2)        | Олівер Марах Фабріс Мартен            | 4–6, 6–3, [13–11]          |               |
| 2017                   | Роган Бопанна Пабло Куевас              | Марсело Демолінер Сем Кверрі          | 7–6(9–7), 6–7(4–7), [11–9] |               |
| 2018                   | Джо Солсбері Ніл Скупскі                | Майк Браян Едуар Роже-Васслен         | 7–6(7–5), 6–3              |               |
| 2019                   | Ражів Рам Джо Солсбері (2)              | Лукаш Кубот Марсело Мело              | 6–4, 6–7(7–5), [10–5]      |               |
| 2020                   | Лукаш Кубот (4) Марсело Мело (3)        | Джеймі Маррей Ніл Скупскі             | 7–6(7–5), 7–5              |               |
| 2021                   | Хуан Себастьян Кабаль Роберт Фара       | Ражів Рам Джо Солсбері                | 6–4, 6–2                   |               |
| 2022                   | Александер Ерлер Лукас Мідлер           | Сантьяго Гонсалес Андрес Мольтені     | 6–3, 7–6(7–1)              |               |
| 2023                   | Ражів Рам (2) Джо Солсбері (3)          | Натаніел Ламмонс Джексон Вітроу       | 6–4, 5–7, [12–10]          |               |
| 2024                   | Александер Ерлер Лукас Мідлер (2)       | Ніл Скупскі Майкл Вінус               | 4–6, 6–3, [10–1]           |               |